# 2010–2011-es cseh labdarúgó-bajnokság (első osztály)
A 2010–2011-es Gambrinus Liga a cseh labdarúgó-bajnokság legmagasabb szintű versenyének 18. alkalommal megrendezett bajnoki éve volt. A pontvadászat 16 csapat részvételével 2010. július 16-án kezdődött és 2011 május 28-án ért véget.
A bajnokságot a Viktoria Plzeň nyerte meg a címvédő Sparta Praha és a Baumit Jablonec előtt. Ez volt a klub első bajnoki címe.

## A bajnokság rendszere
A pontvadászat 16 csapat részvételével zajlott, a csapatok a őszi-tavaszi lebonyolításban oda-visszavágós, körmérkőzéses rendszerben mérkőztek meg egymással. Minden csapat minden csapattal kétszer játszott, egyszer pályaválasztóként, egyszer pedig vendégként.
A bajnokság végső sorrendjét az utolsó, 30. fordulót követően az alábbi szempontok szerint határozták meg:
1. a bajnokságban szerzett pontok összege;
2. az egymás ellen játszott bajnoki mérkőzések pontkülönbsége;
3. az egymás ellen játszott bajnoki mérkőzések gólkülönbsége;
4. az egymás ellen játszott bajnoki mérkőzéseken szerzett gólok száma;
5. a bajnoki mérkőzések gólkülönbsége;
6. a bajnoki mérkőzéseken szerzett gólok száma;

A bajnokság győztese lett a cseh bajnok, míg az utolsó két helyen végzett csapat kiesett a másodosztályba.

## Változások a 2009–10-es szezonhoz képest
Búcsúzott az élvonaltól
- SK Kladno, 15. helyen
- Bohemians Praha, 16. helyen

Feljutott az élvonalba
- FC Hradec Králové, a másodosztály bajnokaként
- FK Ústí nad Labem, a másodosztály ezüstérmeseként

## Részt vevő csapatok
| Csapat                  | Székhely         | Stadion                          | 2009–10     |
| ----------------------- | ---------------- | -------------------------------- | ----------- |
| Baník Ostrava           | Ostrava          | Bazaly                           | 3.          |
| Bohemians 1905          | Prága            | Stadion Eden1                    | 12.         |
| Dynamo České Budějovice | České Budějovice | E-On Stadion                     | 13.         |
| FC Hradec Králové       | Hradec Králové   | Všesportovní stadion             | 1. (II. o.) |
| Baumit Jablonec         | Halmos           | Stadion Střelnice                | 2.          |
| FK Mladá Boleslav       | Mladá Boleslav   | Městský stadion                  | 8.          |
| 1. FK Příbram           | Příbram          | Na Litavce                       | 10.         |
| Sigma Olomouc           | Olmütz           | Andrův stadion                   | 6.          |
| 1. FC Slovácko          | Uherské Hradiště | Městský stadion                  | 14.         |
| Slavia Praha            | Prága            | Stadion Eden                     | 7.          |
| Slovan Liberec          | Liberec          | Stadion U Nisy                   | 9.          |
| Sparta Praha            | Prága            | Generali Arena                   | 1.          |
| FK Teplice              | Teplice          | Na Stínadlech                    | 4.          |
| FK Ústí nad Labem       | Ústí nad Labem   | Na Stínadlech1                   | 2. (II. o.) |
| Viktoria Plzeň          | Plzeň            | Štruncovy Sady Stadion           | 5.          |
| Zbrojovka Brno          | Brno             | Městský fotbalový stadion Srbská | 11.         |

Megjegyzések:
1. Hazai mérkőzéseit bérlőként más pályán rendezi, mivel stadionja nem felelt meg a Cseh labdarúgó-szövetség előírásainak.

## Végeredmény
| #   | Csapat                  | M  | GY | D  | V  | G+ – G– | GK  | P                                                       | Megjegyzések                                   | Egymás elleni |
| --- | ----------------------- | -- | -- | -- | -- | ------- | --- | ------------------------------------------------------- | ---------------------------------------------- | ------------- |
| 1.  | Viktoria PlzeňK (B)     | 30 | 21 | 6  | 3  | 70–28   | +42 | 69                                                      | 2011–2012-es Bajnokok Ligája – 2. selejtezőkör |               |
| 2.  | Sparta PrahaCV          | 30 | 22 | 2  | 6  | 54–21   | +33 | 68                                                      | 2011–2012-es Európa-liga – 3. selejtezőkör     |               |
| 3.  | Baumit Jablonec         | 30 | 17 | 7  | 6  | 65–34   | +31 | 58                                                      | 2011–2012-es Európa-liga – 2. selejtezőkör     |               |
| 4.  | Sigma Olomouc           | 30 | 14 | 5  | 11 | 47–29   | +18 | 47                                                      |                                                |               |
| 5.  | FK Mladá Boleslav (KGY) | 30 | 13 | 7  | 10 | 49–40   | +9  | 46                                                      | 2011–2012-es Európa-liga – 3. selejtezőkör1    |               |
| 6.  | Bohemians 1905          | 30 | 12 | 7  | 11 | 33–33   | 0   | 43                                                      |                                                | 2010103–203   |
| 7.  | Slovan Liberec          | 30 | 12 | 7  | 11 | 45–36   | +9  | 43                                                      | 2010102–303                                    |               |
| 8.  | FC Hradec KrálovéÚ      | 30 | 11 | 8  | 11 | 26–36   | −10 | 41 \| rowspan="4" style="background-color: #fafafa;" \| |                                                |               |
| 9.  | Slavia Praha            | 30 | 9  | 13 | 8  | 41–36   | +5  | 40                                                      |                                                |               |
| 10. | FK Teplice              | 30 | 10 | 9  | 11 | 39–46   | −7  | 39                                                      |                                                |               |
| 11. | České Budějovice        | 30 | 7  | 12 | 11 | 30–48   | −18 | 33                                                      |                                                |               |
| 12. | 1. FC Slovácko          | 30 | 8  | 7  | 15 | 27–43   | −16 | 31                                                      | 20203–006                                      |               |
| 13. | 1. FK Příbram           | 30 | 8  | 7  | 15 | 22–36   | −14 | 31                                                      | 20200–30                                       |               |
| 14. | Baník Ostrava           | 30 | 7  | 9  | 14 | 31–46   | −15 | 30 \| rowspan="3" style="background-color: #fafafa;" \| |                                                |               |
| 15. | Zbrojovka Brno (K)      | 30 | 7  | 3  | 20 | 33–55   | −22 | 24                                                      | 2. Liga                                        |               |
| 16. | FK Ústí nad LabemÚ (K)  | 30 | 4  | 7  | 19 | 22–67   | −45 | 19                                                      | 2. Liga                                        |               |

Forrás: A Gambrinus Liga hivatalos oldala (csehül) 
A rangsorolás alapszabályai: 1. összpontszám, 2. egymás elleni eredmények összpontszáma, 3. egymás elleni eredmények gólkülönbsége, 4. egymás elleni eredmények szerzett góljainak száma, 5. gólkülönbség, 6. szerzett gólok száma.
1Az FK Mladá Boleslav nyerte a 2010–2011-es cseh kupát, így a 2011–2012-es Európa-liga 3. selejtezőkörében jindulhat.
(B): Bajnokcsapat, (K): Kieső csapat, (F): Feljutó csapat, (I): Kupainduló, (R): A rájátszás győztese, (KGY): Kupagyőztes

## Eredmények
| Hazai \ Vendég1   | BAN | B05 | DČB | HRK | JAB | MBO | PŘÍ | SIG | SLP | SLO | SLL | SPA | TEP | ÚST | VIK | BRN |
| Baník Ostrava     |     | 0–0 | 3–2 | 1–0 | 1–3 | 1–0 | 0–2 | 1–2 | 1–1 | 2–1 | 0–0 | 0–2 | 0–1 | 3–3 | 0–2 | 3–0 |
| Bohemians 1905    | 1–1 |     | 2–2 | 1–0 | 0–1 | 3–1 | 1–0 | 2–1 | 1–1 | 1–0 | 3–1 | 0–1 | 1–1 | 1–0 | 1–0 | 2–1 |
| České Budějovice  | 2–1 | 1–1 |     | 0–0 | 2–1 | 1–3 | 3–0 | 1–0 | 1–1 | 0–0 | 0–0 | 1–0 | 2–2 | 2–0 | 0–3 | 1–0 |
| FC Hradec Králové | 2–1 | 1–1 | 2–0 |     | 1–0 | 0–0 | 2–1 | 1–0 | 0–0 | 0–0 | 1–0 | 2–1 | 0–0 | 3–3 | 0–3 | 1–0 |
| Baumit Jablonec   | 3–3 | 3–1 | 5–0 | 7–0 |     | 1–1 | 5–1 | 3–2 | 2–2 | 3–0 | 3–0 | 2–1 | 1–1 | 2–0 | 1–2 | 1–0 |
| FK Mladá Boleslav | 1–0 | 3–2 | 1–1 | 1–2 | 1–2 |     | 3–0 | 2–0 | 3–1 | 2–3 | 3–1 | 1–2 | 3–3 | 2–0 | 4–3 | 5–0 |
| 1. FK Příbram     | 0–0 | 0–1 | 2–0 | 1–0 | 1–2 | 0–0 |     | 0–0 | 1–1 | 0–1 | 1–0 | 0–1 | 1–1 | 0–0 | 0–3 | 1–0 |
| Sigma Olomouc     | 2–0 | 3–1 | 5–1 | 2–0 | 4–1 | 0–0 | 3–1 |     | 0–0 | 0–2 | 4–0 | 0–1 | 3–0 | 3–0 | 2–1 | 3–0 |
| Slavia Praha      | 1–1 | 3–0 | 4–0 | 0–0 | 0–3 | 1–0 | 3–2 | 1–1 |     | 2–0 | 1–3 | 1–2 | 4–1 | 3–0 | 0–1 | 1–1 |
| 1. FC Slovácko    | 0–0 | 1–3 | 2–0 | 2–1 | 1–1 | 1–2 | 2–0 | 0–2 | 3–0 |     | 0–1 | 0–2 | 3–0 | 1–1 | 2–2 | 0–2 |
| Slovan Liberec    | 4–1 | 1–0 | 3–3 | 3–0 | 1–1 | 4–0 | 0–0 | 3–0 | 0–2 | 1–0 |     | 1–2 | 6–2 | 3–0 | 2–3 | 3–1 |
| Sparta Praha      | 4–0 | 2–0 | 2–0 | 3–1 | 1–0 | 1–1 | 1–0 | 2–0 | 2–0 | 2–1 | 3–2 |     | 0–2 | 4–1 | 0–1 | 2–0 |
| FK Teplice        | 4–0 | 0–2 | 1–1 | 2–1 | 1–2 | 1–2 | 1–2 | 1–0 | 2–1 | 1–1 | 1–0 | 2–2 |     | 2–1 | 0–1 | 1–2 |
| FK Ústí nad Labem | 0–4 | 1–0 | 1–1 | 0–2 | 2–1 | 0–2 | 0–3 | 0–3 | 1–1 | 2–0 | 0–0 | 1–3 | 0–2 |     | 0–5 | 2–3 |
| Viktoria Plzeň    | 3–1 | 2–1 | 2–1 | 2–1 | 1–1 | 3–1 | 2–1 | 2–2 | 2–2 | 3–0 | 1–1 | 1–0 | 4–2 | 7–0 |     | 4–1 |
| Zbrojovka Brno    | 0–2 | 1–0 | 1–1 | 1–2 | 3–4 | 3–1 | 0–1 | 2–0 | 2–3 | 7–0 | 0–1 | 0–5 | 0–1 | 1–3 | 1–1 |     |

Forrás: A Gambrinus Liga hivatalos oldala (csehül) 
1A hazai csapatok a bal oldali oszlopban szerepelnek.
Színek: Zöld = hazai győzelem; Sárga = döntetlen; Piros = vendéggyőzelem.
 

## A góllövőlista élmezőnye
Forrás: idnes.cz (csehül).
19 gólos
- David Lafata (Baumit Jablonec)

18 gólos
- Tomáš Pekhart (Sparta Praha)

14 gólos
- Léonard Kweuke (Sparta Praha)

13 gólos
- Daniel Kolář (Viktoria Plzeň)

12 gólos
- Michal Hubník (Sigma Olomouc)

11 gólos
- Jan Rezek (Viktoria Plzeň)

10 gólos
- Ajdin Mahmutović (FK Teplice)
- Jan Nezmar (Slovan Liberec)
- Zdeněk Ondrášek (Dynamo České Budějovice)
- Bony Wilfried (Sparta Praha)

## Külső hivatkozások
- Hivatalos oldal (csehül)
- Eredmények és tabella a Soccerwayen (angolul)